# Trofeo Nazionale Gincane
Il Trofeo Nazionale Gincane è un campionato motociclistico che si è disputato dal 1952 al 1979. 

## Il contesto
Nella seconda metà degli anni quaranta si verificò in Italia un'enorme diffusione delle gincane motociclistiche, generalmente organizzate come spettacolo sportivo, in occasione di festività locali. Tali manifestazioni annoverarono subito un grande afflusso di spettatori in tutte le aree del Paese. 
Si trattava, perlopiù, di competizioni organizzate nei campi sportivi parrocchiali o comunali, con regole sempre diverse e normalmente dotate di montepremi in generi alimentari. Poche erano le gimcane con premi in denaro e, tra queste, spiccava quella organizzata per la sagra di San Donato Milanese, che vantava un premio di 25.000 Lire per il vincitore, messo a disposizione da Enrico Mattei, convinto sostenitore di questo sport popolare.
L'assenza di un regolamento condiviso, le iscrizioni aperte a concorrenti di ogni età e preparazione sportiva, dotati di veicoli a due ruote dalle più varie tipologie e cilindrate, rendevano complicata la gestione della classifica finale, fonte inesauribile di contestazioni che non di rado finivano in rissa, spesso scatenata per motivi di campanile. Tra queste sono rimaste celebri quelle verificatesi al termine delle gincane svoltesi Lovere e nei paesini limitrofi nel 1951, che videro concorrenti specialisti e bene equipaggiati, regolarmente battuti da un ragazzino non ancora decenne, in sella ad un modestissimo "Aquilotto".

## Il trofeo
I problemi di "anarchia sportiva" e la necessità di selezionare nuovi atleti per il motociclismo, spinsero la Federazione Motociclistica Italiana ad organizzare un campionato, con un regolamento sufficientemente elastico da poter comprendere le usanze ormai consolidate nelle varie zone, al quale potevano partecipare solo i tesserati FIM. In questo modo fu possibile separare gli "specialisti" dalla torma di concorrenti improvvisati.
Le singole prove assumevano la valenza provinciale e determinavano, per somma di punti, i trenta piloti per ogni zona (Nord, Sud e Centro Italia) che avevano il diritto di partecipare alla finale, da disputarsi in gara unica.

## Albo d'oro
| Anno | Data         | Località                | Validità      | Classe     | Vincitore               | Costruttore |
| ---- | ------------ | ----------------------- | ------------- | ---------- | ----------------------- | ----------- |
| 1952 | 5 ottobre    | Modena                  | Nazionale     | Classe 125 | Lino Padovani           | Laverda     |
| 1952 | 5 ottobre    | Modena                  | Nazionale     | Classe 175 | Paolo Bonacini          | Gilera      |
| 1953 | 15 novembre  | Modena                  | Nazionale     | Classe 125 | Erio Casadei            | Moto Guzzi  |
| 1953 | 15 novembre  | Modena                  | Nazionale     | Classe 175 | Domenico Fenocchio      | Gilera      |
| 1953 | 15 novembre  | Modena                  | Nazionale     | Femminile  | Ada Pace                | Piaggio     |
| 1954 | 4 novembre   | Modena                  | Nazionale     | Classe 125 | Luciano Settembrini     | Benelli     |
| 1954 | 4 novembre   | Modena                  | Nazionale     | Classe 175 | Bruno Cassani           | Gilera      |
| 1954 | 4 novembre   | Modena                  | Nazionale     | Femminile  | Ada Pace                | Piaggio     |
| 1955 | 2 ottobre    | Firenze                 | Nazionale     | Classe 125 | Erio Casadei            | Moto Guzzi  |
| 1955 | 2 ottobre    | Firenze                 | Nazionale     | Classe 175 | Roberto Pedrinola       | Gilera      |
| 1955 | 2 ottobre    | Firenze                 | Nazionale     | Femminile  | Rina Priore             | Aermacchi   |
| 1956 | 11 novembre  | Reggio Emilia           | Nord Italia   | Classe 125 | Alfiero Metri           | Moto Guzzi  |
| 1956 | 11 novembre  | Reggio Emilia           | Nord Italia   | Classe 175 | Silvano Spallanzani     | Gilera      |
| 1956 | 11 novembre  | Reggio Emilia           | Nord Italia   | Femminile  | Ada Pace                | Piaggio     |
| 1956 | 30 settembre | Pesaro                  | Centro Italia | Classe 125 | Italo Polvani           | Maserati    |
| 1956 | 30 settembre | Pesaro                  | Centro Italia | Classe 175 | Alfredo Rossi           | Iso         |
| 1956 | 18 novembre  | Taranto                 | Sud Italia    | Classe 125 | Antonio Purpo           | Innocenti   |
| 1956 | 18 novembre  | Taranto                 | Sud Italia    | Classe 175 | Giovanni Picca          | CM          |
| 1957 | 12 ottobre   | Modena                  | Nazionale     | Classe 125 | Luciano Sembenini       | Benelli     |
| 1957 | 12 ottobre   | Modena                  | Nazionale     | Classe 175 | Bruno Cassani           | Gilera      |
| 1957 | 12 ottobre   | Modena                  | Nazionale     | Femminile  | Rina Priore             | Aermacchi   |
| 1958 | 19 ottobre   | Genova                  | Nazionale     | Classe 125 | Mario Ghirardini        | Bianchi     |
| 1958 | 19 ottobre   | Genova                  | Nazionale     | Classe 175 | Carlo Ferretti          | Alpino      |
| 1958 | 19 ottobre   | Genova                  | Nazionale     | Femminile  | Rina Priore             | Aermacchi   |
| 1959 | 18 ottobre   | Bologna                 | Nazionale     | Classe 125 | Fabio Santuliana        | Aerocaproni |
| 1959 | 18 ottobre   | Bologna                 | Nazionale     | Classe 175 | Giampietro Curtolo      | Mondial     |
| 1959 | 18 ottobre   | Bologna                 | Nazionale     | Femminile  | Rina Priore             | Aermacchi   |
| 1960 | 20 novembre  | Genova                  | Nazionale     | Classe 125 | Fabio Santuliana        | Aerocaproni |
| 1960 | 20 novembre  | Genova                  | Nazionale     | Classe 175 | Gilberto Parlotti       | Gilera      |
| 1960 | 20 novembre  | Genova                  | Nazionale     | Femminile  | Jole Santuliana         | Aerocaproni |
| 1961 | 6 novembre   | Modena                  | Nazionale     | Classe 125 | Fabio Santuliana        | Aerocaproni |
| 1961 | 6 novembre   | Modena                  | Nazionale     | Classe 175 | Marco Dellemule         | Benelli     |
| 1961 | 6 novembre   | Modena                  | Nazionale     | Femminile  | Jole Santuliana         | Aerocaproni |
| 1962 | 7 ottobre    | Cantù                   | Nazionale     | Classe 50  | Bruno Grandini          | Minarelli   |
| 1962 | 7 ottobre    | Cantù                   | Nazionale     | Classe 125 | Fabio Santuliana        | Aerocaproni |
| 1962 | 7 ottobre    | Cantù                   | Nazionale     | Classe 175 | Giorgio Lasagni         | Minarelli   |
| 1962 | 7 ottobre    | Cantù                   | Nazionale     | Femminile  | ??                      | ??          |
| 1963 | 17 novembre  | Verona                  | Nazionale     | Classe 50  | Angelo Silvestri        | Itom        |
| 1963 | 17 novembre  | Verona                  | Nazionale     | Classe 125 | Marino Cané             | Moto Morini |
| 1963 | 17 novembre  | Verona                  | Nazionale     | Classe 175 | Arteno Venturi          | Minarelli   |
| 1963 | 17 novembre  | Verona                  | Nazionale     | Femminile  | Jole Santuliana         | Aerocaproni |
| 1964 | 25 ottobre   | ??                      | Nazionale     | Classe 75  | Sergio Valentini        | Moto Guzzi  |
| 1964 | 25 ottobre   | ??                      | Nazionale     | Classe 125 | Cesare Guardigli        | Ceccato     |
| 1964 | 25 ottobre   | ??                      | Nazionale     | Classe 175 | Arteno Venturi          | Minarelli   |
| 1964 | 25 ottobre   | ??                      | Nazionale     | Femminile  | Zaira Bellei            | Gilera      |
| 1965 | 22 novembre  | Bologna                 | Nazionale     | Classe 75  | Giovanni Sezzi          | Garelli     |
| 1965 | 22 novembre  | Bologna                 | Nazionale     | Classe 125 | Fabio Santuliana        | Moto Morini |
| 1965 | 22 novembre  | Bologna                 | Nazionale     | Classe 175 | Renzo Campani           | Parilla     |
| 1966 | 23 novembre  | Treviso                 | Nazionale     | Classe 75  | Dino Bastianon          | Moto Morini |
| 1966 | 23 novembre  | Treviso                 | Nazionale     | Classe 125 | Fabio Santuliana        | Moto Morini |
| 1966 | 23 novembre  | Treviso                 | Nazionale     | Classe 175 | Arteno Venturi          | Minarelli   |
| 1966 | 23 novembre  | Treviso                 | Nazionale     | Scooter    | Giuseppe Marzotto       | Piaggio     |
| 1967 | 22 novembre  | Riva del Garda          | Nazionale     | Classe 75  | Gastone Giarolo         | Benelli     |
| 1967 | 22 novembre  | Riva del Garda          | Nazionale     | Classe 125 | Fabio Santuliana        | Moto Morini |
| 1967 | 22 novembre  | Riva del Garda          | Nazionale     | Classe 175 | Luciano Sambenini       | Moto Morini |
| 1967 | 22 novembre  | Riva del Garda          | Nazionale     | Scooter    | Giuseppe Marzotto       | Piaggio     |
| 1967 | 22 novembre  | Riva del Garda          | Nazionale     | Femminile  | Ivonne Pederzolli       | Aermacchi   |
| 1968 | 29 settembre | Lido di Venezia         | Nazionale     | Classe 75  | Giuseppe Songia         | Mondial     |
| 1968 | 29 settembre | Lido di Venezia         | Nazionale     | Classe 125 | Fabio Santuliana        | Moto Morini |
| 1968 | 29 settembre | Lido di Venezia         | Nazionale     | Classe 175 | Arteno Venturi          | Minarelli   |
| 1968 | 29 settembre | Lido di Venezia         | Nazionale     | Scooter    | Giuseppe Marzotto       | Piaggio     |
| 1968 | 29 settembre | Lido di Venezia         | Nazionale     | Femminile  | Ivonne Pederzolli       | Aermacchi   |
| 1969 | 5 settembre  | Milano                  | Nazionale     | Classe 75  | Gastone Giarolo         | Peripoli    |
| 1969 | 5 settembre  | Milano                  | Nazionale     | Classe 125 | Fabio Santuliana        | Moto Morini |
| 1969 | 5 settembre  | Milano                  | Nazionale     | Classe 175 | Rino Raimondi           | Gilera      |
| 1969 | 5 settembre  | Milano                  | Nazionale     | Scooter    | Giuseppe Marzotto       | Piaggio     |
| 1969 | 5 settembre  | Milano                  | Nazionale     | Femminile  | Marta Stoppoloni        | Benelli     |
| 1970 | 27 settembre | Serramazzoni            | Nazionale     | Classe 75  | Sergio Miani            | Moto Guzzi  |
| 1970 | 27 settembre | Serramazzoni            | Nazionale     | Classe 125 | Sergio Valentini        | Moto Guzzi  |
| 1970 | 27 settembre | Serramazzoni            | Nazionale     | Classe 175 | Arteno Venturi          | Minarelli   |
| 1970 | 27 settembre | Serramazzoni            | Nazionale     | Scooter    | Ennio D'Arsé            | Piaggio     |
| 1970 | 27 settembre | Serramazzoni            | Nazionale     | Femminile  | Milvia Zappaterra       | Gink        |
| 1971 | 3 ottobre    | Palata Pepoli           | Nazionale     | Classe 75  | Sergio Miani            | Moto Guzzi  |
| 1971 | 3 ottobre    | Palata Pepoli           | Nazionale     | Classe 125 | Fabio Santuliana        | Moto Morini |
| 1971 | 3 ottobre    | Palata Pepoli           | Nazionale     | Classe 175 | Enzo Pirazzoli          | Minarelli   |
| 1971 | 3 ottobre    | Palata Pepoli           | Nazionale     | Scooter    | Roberto Giurolo         | Piaggio     |
| 1971 | 3 ottobre    | Palata Pepoli           | Nazionale     | Femminile  | Lucia Zanetti           | Atala       |
| 1972 | 24 settembre | Ancona                  | Nazionale     | Classe 75  | Gastone Giarolo         | ??          |
| 1972 | 24 settembre | Ancona                  | Nazionale     | Classe 125 | Fabio Santuliana        | ??          |
| 1972 | 24 settembre | Ancona                  | Nazionale     | Classe 175 | Damiano Fabbris         | ??          |
| 1972 | 24 settembre | Ancona                  | Nazionale     | Scooter    | Guido Seriacopi         | ??          |
| 1972 | 24 settembre | Ancona                  | Nazionale     | Femminile  | Matilde Mercalli        | ??          |
| 1973 | 23 settembre | Abbadia San Salvatore   | Nazionale     | Classe 75  | Claudio Damiata         | ??          |
| 1973 | 23 settembre | Abbadia San Salvatore   | Nazionale     | Classe 125 | Fabio Santuliana        | ??          |
| 1973 | 23 settembre | Abbadia San Salvatore   | Nazionale     | Classe 175 | Cesare Gai              | ??          |
| 1973 | 23 settembre | Abbadia San Salvatore   | Nazionale     | Scooter    | Giampiero Storti        | ??          |
| 1973 | 23 settembre | Abbadia San Salvatore   | Nazionale     | Femminile  | Enrica Ceré             | ??          |
| 1974 | 6 ottobre    | Isola del Liri          | Nazionale     | Classe 75  | Sergio Valentini        | ??          |
| 1974 | 6 ottobre    | Isola del Liri          | Nazionale     | Classe 125 | Fabio Santuliana        | ??          |
| 1974 | 6 ottobre    | Isola del Liri          | Nazionale     | Classe 175 | Tiziano Sassi           | ??          |
| 1974 | 6 ottobre    | Isola del Liri          | Nazionale     | Scooter    | Guido Seriacopi         | ??          |
| 1974 | 6 ottobre    | Isola del Liri          | Nazionale     | Femminile  | Carla Brondolin         | ??          |
| 1975 | 28 settembre | Adria                   | Nazionale     | Classe 50  | Claudio Damiata         | Benelli     |
| 1975 | 28 settembre | Adria                   | Nazionale     | Classe 125 | Miani Sergio            | Moto Guzzi  |
| 1975 | 28 settembre | Adria                   | Nazionale     | Classe 250 | Tiziano Sassi           | Gilera      |
| 1975 | 28 settembre | Adria                   | Nazionale     | Scooter    | Guido Seriacopi         | Piaggio     |
| 1975 | 28 settembre | Adria                   | Nazionale     | Femminile  | Carla Brondolin         | Benelli     |
| 1976 | 3 ottobre    | Santa Margherita Ligure | Nazionale     | Classe 50  | Fabio Sartor            | ??          |
| 1976 | 3 ottobre    | Santa Margherita Ligure | Nazionale     | Classe 125 | Elvezio Bisemi          | ??          |
| 1976 | 3 ottobre    | Santa Margherita Ligure | Nazionale     | Classe 250 | Giancarlo Granturchelli | ??          |
| 1976 | 3 ottobre    | Santa Margherita Ligure | Nazionale     | Scooter    | Guido Seriacopi         | ??          |
| 1976 | 3 ottobre    | Santa Margherita Ligure | Nazionale     | Femminile  | Marina Peirano          | ??          |
| 1977 | 25 settembre | Umbertide               | Nazionale     | Classe 50  | Maurizio Gava           | ??          |
| 1977 | 25 settembre | Umbertide               | Nazionale     | Classe 125 | Elvezio Bisemi          | ??          |
| 1977 | 25 settembre | Umbertide               | Nazionale     | Classe 250 | Giancarlo Granturchelli | ??          |
| 1977 | 25 settembre | Umbertide               | Nazionale     | Scooter    | Marcello Micigrucci     | ??          |
| 1977 | 25 settembre | Umbertide               | Nazionale     | Femminile  | Giulietta La Vecchia    | ??          |
| 1978 | 25 settembre | Forlì                   | Nazionale     | Classe 50  | Walter Dondi            | ??          |
| 1978 | 25 settembre | Forlì                   | Nazionale     | Classe 125 | Elvezio Bisemi          | ??          |
| 1978 | 25 settembre | Forlì                   | Nazionale     | Classe 250 | Dario Passarella        | ??          |
| 1978 | 25 settembre | Forlì                   | Nazionale     | Scooter    | Paolo Martelli          | ??          |
| 1978 | 25 settembre | Forlì                   | Nazionale     | Femminile  | Carla Brondolin         | ??          |
| 1979 | 27 settembre | Viterbo                 | Nazionale     | Classe 50  | Mario Fabbri            | ??          |
| 1979 | 27 settembre | Viterbo                 | Nazionale     | Classe 125 | Sergio Miani            | ??          |
| 1979 | 27 settembre | Viterbo                 | Nazionale     | Classe 250 | Giancarlo Governatori   | ??          |
| 1979 | 27 settembre | Viterbo                 | Nazionale     | Scooter    | Enrico Martelli         | ??          |
| 1979 | 27 settembre | Viterbo                 | Nazionale     | Femminile  | Manuela Frasca          | ??          |

## Fonti
- Jolanda Croesi, Tra birilli e cunette, Motociclismo d'Epoca, fascicolo n.3/2000, Edisport, Milano
- Gianni Perrone, E la domenica c'era la gimkana, Legend Bike n.13, 2005, Gruppo B Editore, Bresso